# Dom-Pomnik Komunistycznej Partii Bułgarii
Dom-Pomnik Komunistycznej Partii Bułgarii (bułg. Дом паметник на БКП) – wybudowany w 1981 pomnik na szczycie góry Buzłudża, zaprojektowany przez Georgija Stoiłowa, z inicjatywy I sekretarza Bułgarskiej Partii Komunistycznej Todora Żiwkowa.

## Historia
Na Buzłudży w 1891 r. odbył się Kongres Buzłudżański, w trakcie którego doszło do powołania Bułgarskiej Partii Socjaldemokratycznej, którą w 1894 r. przekształcono w Bułgarską Robotniczą Partię Socjaldemokratyczną. Na cześć kongresu zbudowano Dom-Pomnik Komunistycznej Partii Bułgarii. Budowę rozpoczęto w 1974 r., prace zaczynając od eksplozji, która obniżyła wierzchołek góry o 9 m. Budowa kosztowała ponad 25 mln BGN i trwała 7 lat. 23 sierpnia 1981 r. w dniu uroczystego odsłonięcia odbywał się pokaz sztucznych ogni oraz wystrzały z armat. Po obaleniu rządów Todora Żiwkowa w 1989 roku, pomnik uległ zapomnieniu – został opuszczony i popadł w ruinę, ściany budynku są pokryte graffiti, a jego dach jest dziurawy.

## Architektura
Budynek jest utrzymany w nurcie brutalizmu, niemniej można w nim odnaleźć odniesienia do futuryzmu. Obiekt posiada kształt spodka, który ma 14,5 m wysokości i 42 m średnicy. Nad kopułą domu dominuje 70-metrowa wieża. Do realizacji obiektu zużyto 70 000 t betonu, 3000 t stali i 40 t szkła. W pomniku umieszczono salę z amfiteatralnie umieszczonymi siedzeniami, a także z mozaikami o powierzchni 550 m² przedstawiającymi Engelsa, Marksa, Lenina oraz działalność Bułgarskiej Partii Socjalistycznej. Na szczycie wieży umieszczono dwie 12-metrowe gwiazdy z rubinowego szkła, podświetlane w nocy, które nie zachowały się do współczesnych czasów. Kształt pomnika symbolizuje wieniec na szczycie góry z powiewającą flagą i świecącą gwiazdą.